# 傅依备
傅依备（1929年4月4日—），湖南岳阳人，核化学与化工专家，中国工程院院士，现任中国工程物理研究院研究员。

## 履历
1929年4月4日，出生在湖南岳阳县新墙镇先锋村岭上傅一户农民家里，为家中第七个孩子。1960年，毕业于列宁格勒工学院核化工专业，以“汞阴极法分离放射性同位素”为题获得副博士学位。1963年，到中国工程物理研究院工作至今。2001年，当选中国工程院院士。